# Günther Knödler
Ernst Günther Jakob Knödler (ur. 10 stycznia 1925 w Püttlingen, zm. 3 sierpnia 1996 w Völklingen) – niemiecki szermierz. Reprezentant Protektoratu Saary podczas Igrzysk Olimpijskich w 1952 w Helsinkach. Na igrzyskach uczestniczył w turnieju indywidualnym i drużynowym zarówno florecistów, jak i szablistów. W każdym z nich odpadał w pierwszej rundzie.